# Bundel van His
De bundel van His  of de fasciculus atrioventricularis bestaat uit hartspierweefsel dat gespecialiseerd is in het doorgeven van elektrische signalen uit de AV-knoop via de bundeltakken naar het myocard van de ventrikels, zodat die regelmatig en geordend samen kunnen trekken.
De bundel van His is genoemd naar de Zwitserse cardioloog Wilhelm His Jr., die de bundel ontdekte in 1893.

## Functie
Hartspiercellen trekken uit zichzelf regelmatig samen, en wanneer ze met elkaar in contact staan, doen ze dat synchroon. De cellen die het snelste ritme hebben, bepalen de snelheid.
De eigen frequentie van het myocard van de ventrikels ligt rond de 30 keer per minuut. De AV-knoop en de bundel zijn sneller, 40-60 keer per minuut. Bij gezonde mensen geeft echter de sinusknoop het tempo aan van ongeveer 70 per minuut, deze bepaalt dus het ritme.
De sinusknoop en de AV-knoop staan beide onder invloed van het autonome zenuwstelsel; waardoor het sympathische zenuwstelsel het hartritme kan versnellen bij inspanning of onder invloed van emoties, en het parasympathische zenuwstelsel het ritme kan vertragen.
De prikkel gaat vanaf de sinusknoop via de boezems naar de AV-knoop, die de prikkel ongeveer 0,15 seconde vertraagt. Vervolgens gaat de prikkel via de bundel van His naar drie bundeltakken: de rechter, de linker voorste en de linkerachterste. Via deze bundels en de purkinjevezels die er op aansluiten, verspreidt de prikkel in 0,03 tot 0,04 seconde over het gehele myocard.

## Pathologie
Een functiestoornis van de bundel van His zal een AV-blok veroorzaken. Als het blok eerstegraads is, is de P-Q-tijd op het ecg verlengd, en zullen er niet veel klachten zijn. Bij een tweedegraadsblok, komt slechts een deel van de impulsen door (bijvoorbeeld de helft) en kan er een trage pols optreden. Een derdegraadsblok maakt de hartkamers afhankelijk van het eigen ritme van het myocard, de pols is dan ongeveer 30 en de patiënt voelt zich beroerd. Vaak zal dan een pacemaker nodig zijn.
Wanneer een van de bundeltakken niet functioneert, is aan het ecg te zien dat de prikkel een andere weg neemt, maar heeft de patiënt geen klachten. Er is dan sprake van een rechter- of linkerbundeltakblok (RBTB of LBTB) of linker anterior fasciculairblok (LAFB), ecg-diagnoses die meestal niet veel gevolgen hebben. Als er meer takken uitvallen is het te vergelijken met een AV-blok.